# Mahmoud Hamdy
Mahmoud Hamdy (tiếng Ả Rập: محمود حمدي) thường gọi El-Winsh (sinh ngày 1 tháng 6 năm 1995) là một cầu thủ bóng đá người Ai Cập thi đấu ở vị trí trung vệ cho Zamalek của Ai Cập.
Vào tháng 5 năm 2018 anh có tên trong đội hình sơ loại của Ai Cập tham dự Giải vô địch bóng đá thế giới 2018 ở Nga.

## Thống kê sự nghiệp

### Quốc tế
Tính đến ngày 18 tháng 11 năm 2022.
| Ai Cập    | Ai Cập | Ai Cập |
| Năm       | Trận   | Bàn    |
| --------- | ------ | ------ |
| 2018      | 1      | 0      |
| 2019      | 1      | 0      |
| 2020      | 8      | 1      |
| 2021      | 7      | 1      |
| 2022      | 9      | 0      |
| Tổng cộng | 26     | 2      |

#### Bàn thắng quốc tế
Bàn thắng và kết quả của Ai Cập được để trước.
| #  | Ngày                 | Địa điểm                                  | Đối thủ | Bàn thắng | Kết quả | Giải đấu               |
| -- | -------------------- | ----------------------------------------- | ------- | --------- | ------- | ---------------------- |
| 1. | 14 tháng 11 năm 2020 | Sân vận động Quốc tế Cairo, Cairo, Ai Cập | Togo    | 1–0       | 1–0     | Vòng loại CAN 2021     |
| 2. | 4 tháng 12 năm 2021  | Sân vận động 974, Doha, Qatar             | Sudan   | 3–0       | 5–0     | Cúp bóng đá Ả Rập 2021 |

## Danh hiệu

### Câu lạc bộ
Zamalek
- Cúp bóng đá Ai Cập (1): 2017–18
- Siêu cúp bóng đá Ai Cập